# Nicolas Minassian

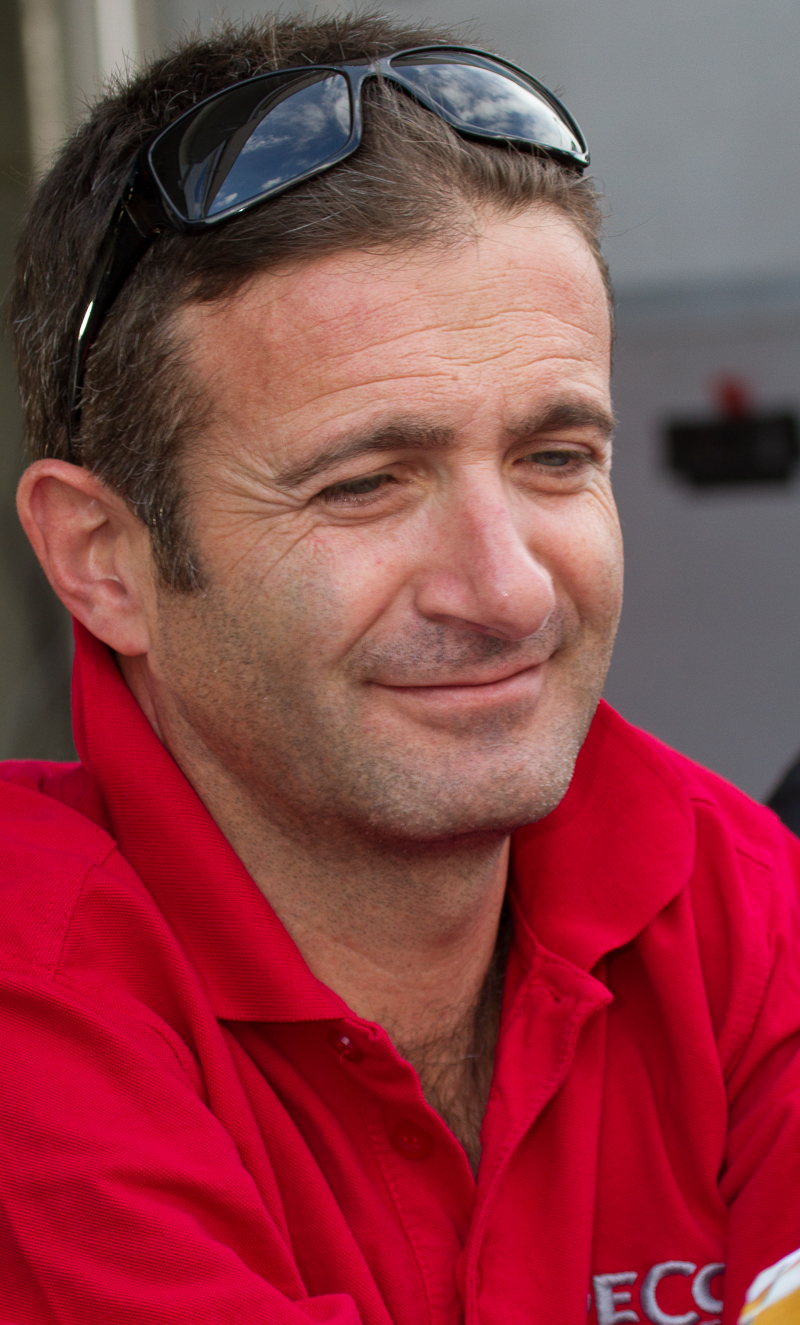
Nicolas Minassian 2012 in Fuji

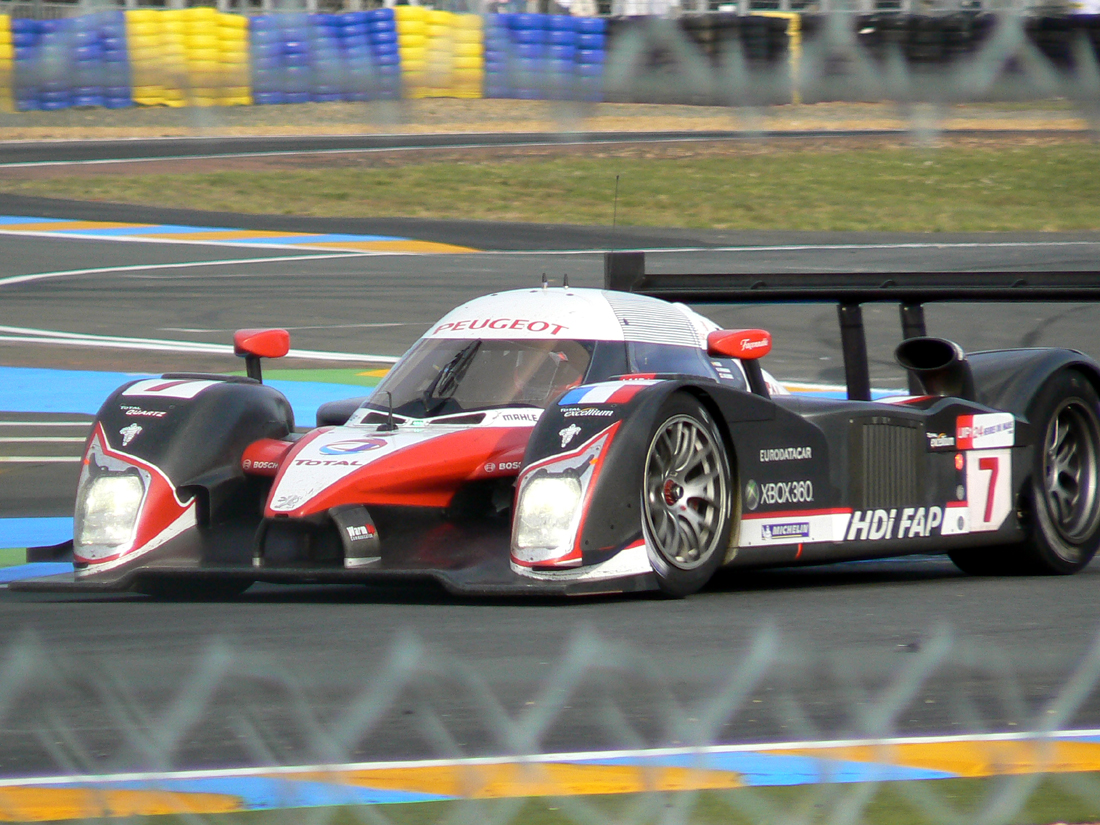
Nicolas Minassian im Peugeot 908 beim 24-Stunden-Rennen von Le Mans 2008

Nicolas Alain Minassian (* 28. Februar 1973 in Marseille) ist ein ehemaliger französischer Automobilrennfahrer.

## Karriere
Nachdem Minassian seine Motorsportkarriere 1990 im Kartsport begonnen hatte, wurde er 1992 Fünfter im französischen Renault Clio Cup. Ein Jahr später wurde er Vizemeister der französischen Formel-Renault-Meisterschaft. Darauf wechselte er 1994 in die französische Formel-3-Meisterschaft. Nachdem er in der ersten Saison Sechster wurde, gewann er 1995 den Vizemeistertitel dieser Serie. Danach verließ Minassian Frankreich und fuhr zwei Jahre in der britischen Formel-3-Meisterschaft. Für Promatecme startend holte er 1997, nachdem er ein Jahr zuvor Vierter in der Gesamtwertung geworden war, auch den Vizemeistertitel dieser Rennserie.
1998 wechselte Minassian in die Formel 3000 und ging für West Competition an den Start. Der Franzose konnte in seiner Debütsaison nicht mit seinem Teamkollegen Nick Heidfeld, der den Vizemeistertitel gewann, mithalten und wurde 13. im Gesamtklassement. 1999 bestritt Minassian als Fahrer von Kid Jensen Racing seine zweite Saison in der Formel 3000. Nach vier punktlosen Rennen feierte er in Silverstone seinen ersten Formel-3000-Sieg. Mit zwei weiteren Podest-Platzierungen belegte er am Saisonende den sechsten Gesamtrang. In seiner dritten Saison wechselte Minassian 2000 zum Spitzenteam Super Nova. Er gewann die Rennen in Imola, Magny-Cours und Zeltweg. Minassian, der sich mit Bruno Junqueira einen Kampf um den Meistertitel lieferte, musste sich schließlich geschlagen geben und wurde erneut Zweiter einer Meisterschaft.
2001 wechselte Minassian nach Amerika in die CART-Serie. Bei Chip Ganassi Racing wurde er Teamkollege seines ehemaligen Formel-3000-Rivalen Junqueira. In der neuen Serie konnte er allerdings nicht mit Junqueira mithalten und musste bereits nach sechs Rennen sein Cockpit an Memo Gidley abgeben.
2002 kehrte Minassian nach Europa zurück. Zwar startete er bei einem Rennen der World Series by Nissan, sein Hauptaugenmerk lag allerdings nicht mehr auf dem Formelsport. Er wurde Sechster beim 24-Stunden-Rennen von Le Mans und gewann außerdem den Meistertitel der ASCAR, einer britischen Tourenwagen-Rennserie. 2003 kehrte Minassian noch einmal in die Formel 3000 zurück. Sein Engagement war allerdings bereits nach einem Rennen beendet, da er von seinem Team – Brand Motorsport – entlassen wurde. Minassian startete erneut beim 24-Stunden-Rennen von Le Mans und wurde diesmal Neunter.
Seit 2004 ist Minassian nur noch bei Langstreckenrennen aktiv. Er startete seitdem mit verschiedenen Le-Mans-Prototypen beim 24-Stunden-Rennen von Le Mans und in der Le Mans Endurance Series. Außerdem ging er bei einigen Rennen der American Le Mans Series an den Start. Seine erfolgreichste Saison bestritt Minassian 2008, als er Vizemeister der Le Mans Series und Zweiter beim 24-Stunden-Rennen von Le Mans wurde. 2009 erzielte er beim 24-Stunden-Rennen von Le Mans die schnellste Rennrunde.
Nach dem Ende seiner aktiven Karriere wurde er Sportdirektor bei IDEC Sport.

## Statistik

### Karrierestationen
- 1990–1991: Kartsport
- 1992: Französischer Renault Clip Cup (Platz 5)
- 1993: Französische Formel Renault (Platz 2)
- 1994: Französische Formel-3-Meisterschaft (Platz 6)
- 1995: Französische Formel-3-Meisterschaft (Platz 2)
- 1996: Britische Formel-3-Meisterschaft (Platz 4)
- 1997: Britische Formel-3-Meisterschaft (Platz 2)
- 1998: Formel 3000 (Platz 13)
- 1999: Formel 3000 (Platz 6)
- 2000: Formel 3000 (Platz 2)
- 2001: CART-Serie (Platz 27)
- 2002: ASCAR (Meister); 24-Stunden-Rennen von Le Mans, LMP 900 (Platz 6)
- 2003: Formel 3000 (Platz 25); 24-Stunden-Rennen von Le Mans, LMP 900 (Platz 9)
- 2004: Le Mans Endurance Series (Platz 4); 24-Stunden-Rennen von Le Mans, LMP 1
- 2005: Le Mans Endurance Series (Platz 5); 24-Stunden-Rennen von Le Mans, LMP 1 (Platz 7)
- 2006: Le Mans Series (Platz 6); 24-Stunden-Rennen von Le Mans, LMP 1 (Platz 4)
- 2007: Le Mans Series (Platz 3); 24-Stunden-Rennen von Le Mans, LMP 1
- 2008: Le Mans Series (Platz 2); 24-Stunden-Rennen von Le Mans, LMP 1 (Platz 2)
- 2009: Le Mans Series; 24-Stunden-Rennen von Le Mans, LMP 1 (Platz 6)

### Le-Mans-Ergebnisse
| Jahr | Team                   | Fahrzeug            | Teamkollege           | Teamkollege          | Platzierung     | Ausfallgrund |
| ---- | ---------------------- | ------------------- | --------------------- | -------------------- | --------------- | ------------ |
| 1994 | Roland Bassaler        | Alpa LM             | Patrick Bourdais      | Olivier Couvreur     | Ausfall         | Aufhängung   |
| 2000 | Mopar Team ORECA       | Reynard 2KQ-LM      | Yannick Dalmas        | Jean-Philippe Belloc | Ausfall         | kein Öldruck |
| 2002 | PlayStation Team ORECA | Dallara SP1         | Stéphane Sarrazin     | Franck Montagny      | Rang 6          |              |
| 2003 | Pescarolo Sport        | Courage C60         | Éric Hélary           | Soheil Ayari         | Rang 9          |              |
| 2004 | Pescarolo Sport        | Courage C60         | Sébastien Bourdais    | Emmanuel Collard     | Ausfall         |              |
| 2005 | Creation Autosportif   | DBA4 03S            | Jamie Campbell-Walter | Andy Wallace         | Rang 14         |              |
| 2006 | Pescarolo Sport        | Pescarolo C60       | Érik Comas            | Emmanuel Collard     | Rang 5          |              |
| 2007 | Team Peugeot Total     | Peugeot 908 HDi FAP | Jacques Villeneuve    | Marc Gené            | Ausfall         |              |
| 2008 | Team Peugeot Total     | Peugeot 908 HDi FAP | Jacques Villeneuve    | Marc Gené            | Rang 2          |              |
| 2009 | Team Peugeot Total     | Peugeot 908 HDi FAP | Pedro Lamy            | Christian Klien      | Rang 6          |              |
| 2010 | Team Peugeot Total     | Peugeot 908 HDi FAP | Stéphane Sarrazin     | Franck Montagny      | Ausfall         | Motorschaden |
| 2011 | Team Peugeot Total     | Peugeot 908         | Stéphane Sarrazin     | Franck Montagny      | Rang 3          |              |
| 2012 | Pescarolo Team         | Dome S102.5         | Sébastien Bourdais    | Seiji Ara            | nicht klassiert |              |
| 2013 | PeCom Racing           | Oreca 03            | Luís Pérez Companc    | Pierre Kaffer        | Rang 10         |              |
| 2014 | SMP Racing             | Oreca 03            | Kirill Ladygin        | Maurizio Mediani     | Ausfall         | Motorschaden |
| 2015 | SMP Racing             | BR Engineering BR01 | David Markozov        | Maurizio Mediani     | Rang 14         |              |
| 2016 | SMP Racing             | BR Engineering BR01 | Michail Aljoschin     | Maurizio Mediani     | Rang 11         |              |

### Sebring-Ergebnisse
| Jahr | Team                 | Fahrzeug            | Teamkollege   | Teamkollege        | Platzierung | Ausfallgrund |
| ---- | -------------------- | ------------------- | ------------- | ------------------ | ----------- | ------------ |
| 2008 | Equipe Peugeot Total | Peugeot 908 HDi FAP | Pedro Lamy    | Stéphane Sarrazin  | Rang 11     |              |
| 2009 | Team Peugeot Total   | Peugeot 908 HDi FAP | Pedro Lamy    | Christian Klien    | Ausfall     | Mechanik     |
| 2010 | Team Peugeot Total   | Peugeot 908 HDi FAP | Pedro Lamy    | Sébastien Bourdais | Rang 2      |              |
| 2016 | DragonSpeed          | Oreca 05            | Henrik Hedman | Nicolas Lapierre   | Rang 4      |              |

### Einzelergebnisse in der FIA-Langstrecken-Weltmeisterschaft
| Saison | Team                              | Rennwagen                        | 1   | 2   | 3   | 4   | 5   | 6   | 7   | 8   | 9   |
| ------ | --------------------------------- | -------------------------------- | --- | --- | --- | --- | --- | --- | --- | --- | --- |
| 2012   | Pescarolo Sport Jota Pecom Racing | Dome S102.5 Zytek Z11SN Oreca 03 | SEB | SPA | LEM | SIL | SAO | BAH | FUJ | SHA |     |
| 2012   | Pescarolo Sport Jota Pecom Racing | Dome S102.5 Zytek Z11SN Oreca 03 |     | 15  | DNF | 14  | 8   | 6   | 11  | 10  |     |
| 2013   | Pecom Racing                      | Oreca 03                         | SIL | SPA | LEM | SAO | AUS | FUJ | SHA | BAH |     |
| 2013   | Pecom Racing                      | Oreca 03                         | 9   | 8   | 10  | 6   | 6   | 10  | DNF | 14  |     |
| 2014   | SMP Racing                        | Oreca 03                         | SIL | SPA | LEM | AUS | FUJ | SHA | BAH | SAO |     |
| 2014   | SMP Racing                        | Oreca 03                         | 13  | 12  | DNF | 9   | 10  | 11  | DNF | 20  |     |
| 2015   | SMP Racing                        | BR Engineering BR01              | SIL | SPA | LEM | NÜR | AUS | FUJ | SHA | BAH |     |
| 2015   | SMP Racing                        | BR Engineering BR01              |     |     | 14  |     |     |     |     | 13  |     |
| 2016   | SMP Racing                        | BR Engineering BR01              | SIL | SPA | LEM | NÜR | MEX | AUS | FUJ | SHA | BAH |
| 2016   | SMP Racing                        | BR Engineering BR01              | 15  | DNF | 11  | 15  | 12  | 12  | 14  | 13  | 17  |